# Indica (popgroep)
Indica is een poprockgroep uit Helsinki, Finland. Ze zijn begonnen in 2001 en kregen in 2003 een platencontract aangeboden waarna zij in 2004 hun eerste album uitbrachten.

## Geschiedenis
De band Indica bestaat uit vijf leden: Jonsu (zang, viool), Heini (bass), Sirkku (keyboard), Jenny (gitaar) en Laura (drums). Aan het einde van 2002 kreeg Indica een management contract en in 2004 sloten ze contract met SonyMusic, waarna ze begonnen met het opnemen van hun eerste album.
De eerste drie albums werden gecoproduceerd door Gabi Hakanen en Erno Laitinen, maar het vierde en vijfde album Valoissa en A Way Away werden geproduceerd door Nightwish-toetsenist Tuomas Holopainen. Ook waren ze supportband bij de Scandinavische tak van de Dark Passion Play-tour. Het vijfde album is tevens het eerste album dat ze volledig in het Engels hebben opgenomen.
Ook brachten zij een compilatie-album uit, met oudere liedjes en vier niet eerder uitgebrachte nummers.

### Bandleden
- Leena Johanna "Jonsu" Salomaa – zang, viool, gitaar, keyboard
- Heini Anniina Säisä – basgitaar, achtergrondzang
- Sirkku Maria Karvonen – keyboard, klarinet, achtergrondzang
- Jenny Julia Mandelin – gitaar, achtergrondzang
- Laura Johanna Häkkänen – drums, achtergrondzang (alleen op studioalbums)

## Discografie

### Studioalbums
- Ikuinen Virta (2004)
- Tuuliset Tienoot (2005)
- Kadonnut Puutarha (2007)
- Valoissa (2008)
- Pahinta Tanaan "Collection" (2009)
- A Way Away (2010)
- Shine (2014)

### Verzamel
- Pahinta Tänään: Kokoelma (2009)

### Singles
- "Scarlett" (26 Maart 2004)
- "Ikuinen Virta" (5 Augustus 2004)
- "Vettä Vasten" (23 Maart 2005)
- "Ihmisen Lento" – Promo (2005)
- "Vuorien Taa" + "Nuorallatanssija" (19 Oktober 2005)
- "Pidä Kädestä" – Promo (2005)
- "Niin Tuleni Teen" – Promo (2005)
- "Linnansa Vanki" – Promo (2007)
- "Noita" – Promo (2007)
- "Ulkona" – Promo (2007)
- "Pahinta Tänään" – Promo (8 Mei 2008), Internet Single (12 Mei 2008)
- "Valoissa" (August 2008)
- "10 H Myöhässä" (14 November 2008)
- "Valokeilojen Vampyyri" (Herfst 2009)
- "In Passing" (4 Juni 2010)
- "Precious Dark" (10 September 2010)

### Videoclips
- "Scarlett" (2004), geregisseerd door Kusti Manninen
- "Ikuinen Virta" (2005), geregisseerd door Kusti Manninen
- "Vuorien Taa" (2006), geregisseerd door Marko Mäkilaakso
- "Pidä Kädestä" (2006), geregisseerd door Marko Mäkilaakso
- "Linnansa Vanki" (2007), geregisseerd door Jesse Hietanen
- "Pahinta Tänään" (Lente 2008), geregisseerd door Jesse Hietanen
- "Valoissa" (Herfst 2008)
- "10 H Myöhässä" (Kerst 2008)
- "Valokeilojen Vampyyri" (Herfst 2009)
- "Straight And Arrow" (Winter 2009)
- "In Passing" (Maart 2010)
- "Islands Of Light" (Juni 2010)
- "Precious Dark" (Augustus 2010)

### Samenwerkingen
- "Erämaan Viimeinen" (Last Of The Wilds) (Nightwish)
- "Sydänten Tiellä" (Jonsu & Jukka Poika)